# Långtåsnäppa
Långtåsnäppa (Calidris subminuta) är en liten sibirisk vadare som tillhör familjen snäppor.

## Utseende
Långtåsnäppan har gulaktiga ben, långa tår och en kort tunn mörk näbb, ofta med gulbrun undre näbbas. Den har en ganska lång hals och står ofta upprätt vilket ger den en något annorluna profil i förhållande till andra småvadare. 
Adult i häckningsdräkt har brun ovansida och vit undersida. Den har ett tydligt ljust ögonbrynsstreck och hjässa. På vintern är den övervägande gråare på ovansidan. I flykten sticker tårna utanför stjärten. Juvenilen är ljust vattrade i rödbrunt, vitt och svart på ovansidan, vit undersida, tydligt vitt ögonbrynsstreck och mörk panna.

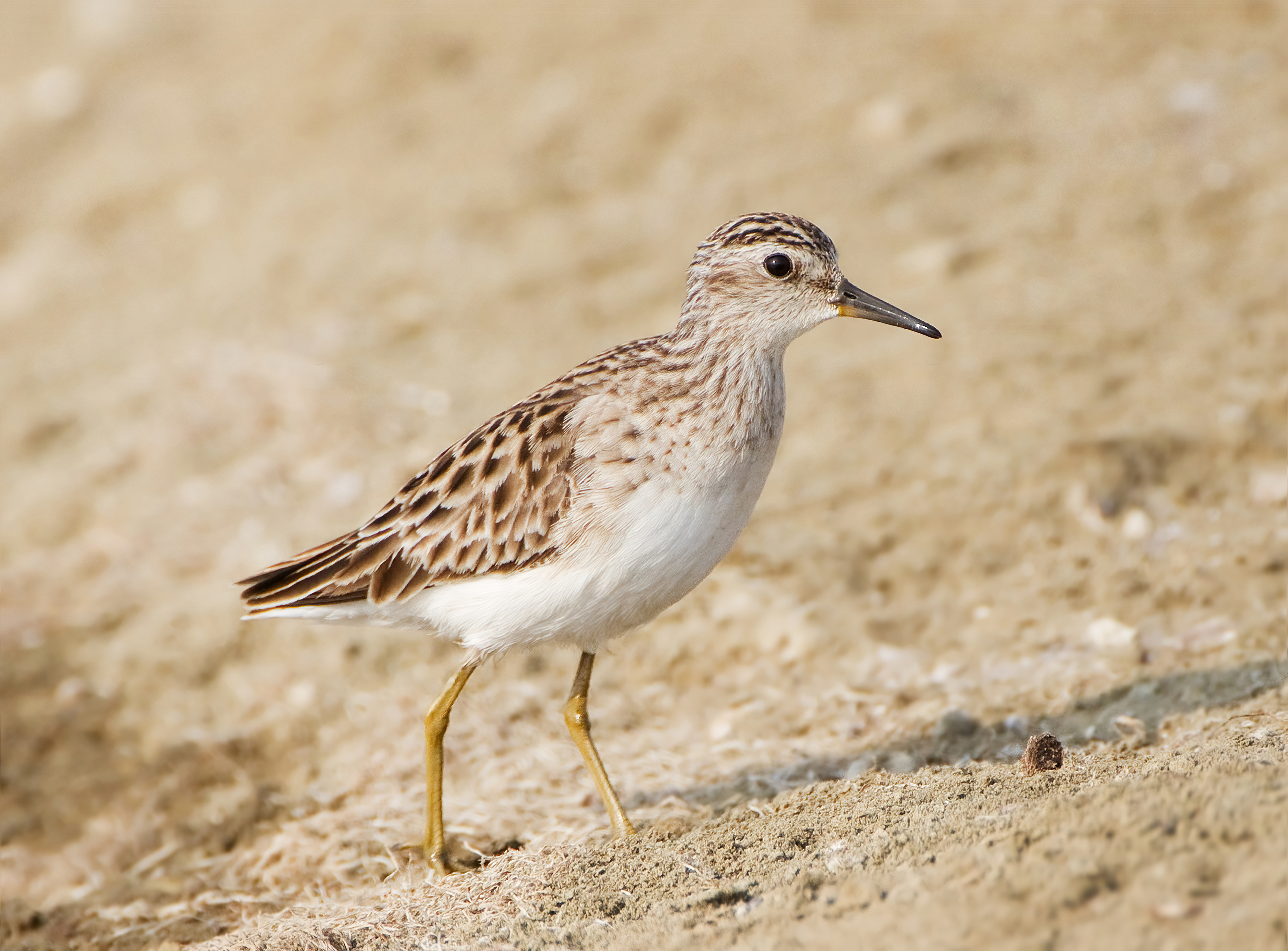
Långtåsnäppa i vinterdräkt fotograferad i januari i Thailand.

Långtåsnäppan är svår att särskilja från andra små vadare. Den är särskilt lik den nordamerikanska dvärgsnäppan som den skiljer sig ifrån på sitt smalare, mer långhalsade utseende, sina längre tår och något ljusare fjäderdräkt.

## Läte
I flykten hörs ett tvåstavigt "prrrp", påminnande om spovsnäppan. Även spellätet innehåller serier med flyktlätet.

## Utbredning
Långtåsnäppan är en flyttfågel som häckar i Sibirien. Den övervintrar i södra och sydöstra Asien och Australiska regionen. Den är en mycket sällsynt gäst i Europa med sammanlagt endast en handfull fynd från Storbritannien, Frankrike, Nederländerna, Finland, Irland och slutligen ett enda fynd Sverige i oktober 1977 i Ottenby på Öland.

## Systematik
Trots sitt likartade utseende är inte långtåsnäppa särskilt nära släkt med dvärgsnäppan. Istället visar genetiska studier att den troligen är systerart till mosnäppan. Tillsammans står dessa nära den asiatiska arten rödhalsad snäppa och den mycket sällsynta och hotade skedsnäppan. Långtåsnäppan är monotypisk, det vill säga att den inte delas in i underarter.

## Ekologi
Inför häckningen utför hanen en spektakulär spelflykt. Boet är ett uppskrapad grop placerad direkt på marken. och den lägger i genomsnitt fyra ägg. Båda föräldrar ruvar äggen. Den födosöker genom att plocka byten på dyiga stränder och lokaliserar födan med synen. De lever huvudsakligen av små kräftdjur, insekter och sniglar.

## Status och hot
Arten har ett stort utbredningsområde, men tros minska i antal, dock inte tillräckligt kraftigt för att den ska betraktas som hotad. Internationella naturvårdsunionen IUCN listar arten som livskraftig (LC). 
Världspopulationen är dock liten, uppskattad till endast 25 000 individer.

### Övriga källor
- Lars Larsson (2001) Birds of the World, CD-rom